# Giuseppe Giordano Apostoli
Giuseppe Giordano Apostoli (Sassari, 25 gennaio 1838 – Roma, 28 settembre 1927) è stato un avvocato, funzionario e politico italiano.

## Biografia
Figlio di un magistrato si laurea in legge a ventuno anni e compie il praticantato della professione forense a Torino. Fin dal 1867 si dedica tuttavia alla carriera di funzionario nella pubblica amministrazione. Dopo un breve periodo come consigliere di prefettura a Bologna viene chiamato dal ministro dell'interno Carlo Cadorna quale suo segretario particolare (5 gennaio-10 settembre 1868) e membro del Gabinetto del Ministero dell'interno (1868-1876). Nello stesso periodo entra a far parte della Commissione reale per le riforme alla legge comunale e provinciale. Deputato dal 1880 al 1909, è stato anche consigliere comunale e assessore al comune di Roma.
Massone, è affiliato a una loggia sarda appartenente al Grande Oriente d'Italia, probabilmente la loggia di Cagliari  "Sigismondo Arquer".